# Coupe du monde des clubs de handball 2015
Navigation
Édition 2014 Édition 2016
La Coupe du monde des clubs de handball 2015, ou Super Globe 2015, est la neuvième édition de la Coupe du monde des clubs de handball organisé par la Fédération internationale de handball du 7 au 10 septembre 2015. Elle se déroule à Doha, au Qatar, pour la septième fois de son histoire. Tous les matchs sont joués à la salle « Qatar Handball Association Complex » à Doha.
Cette édition est remportée par le club Allemagne du Füchse Berlin, vainqueur en finale du club hongrois du MKB-MVM Veszprém KC.

## Déroulement de la compétition
Par rapport aux éditions précédentes, le format de ce championnat du monde des clubs change puisque les phases de poules sont remplacées par une phase à élimination directe, ce qui permet de réduire le nombre de matchs disputés. 
Le vainqueur s'est vu octroyer une somme de 400 000 $.

## Participants
Les huit équipes de cette édition sont :
| Club                 | Pays      | Confédération | Motif de qualification                               |
| -------------------- | --------- | ------------- | ---------------------------------------------------- |
| Al-Sadd              | Qatar     | AHF           | Hôte de la compétition et Champion d'Asie            |
| FC Barcelone         | Espagne   | EHF           | Champion d'Europe // Tenant du titre                 |
| Veszprém KSE         | Hongrie   | EHF           | Vice-champion d'Europe                               |
| HC Taubaté           | Brésil    | PATHF         | Champion d'Amérique                                  |
| Club africain        | Tunisie   | CAHB          | Champion d'Afrique                                   |
| Université de Sydney | Australie | OCHF          | Champion d'Océanie                                   |
| Füchse Berlin        | Allemagne | EHF           | Vainqueur de la Coupe de l'EHF, invité 1 (Wild Card) |
| Al Ahly SC           | Égypte    | CAHB          | Vice-champion d'Afrique , invité 2 (Wild Card)       |

## Compétition
|  | Quarts de finale     | Quarts de finale |                      |                   | Demi-finales           | Demi-finales           |    |  | Finale               | Finale            |
|  | Quarts de finale     | Quarts de finale |                      |                   | Demi-finales           | Demi-finales           |    |  | Finale               | Finale            |
|  |                      |                  |                      |                   |                        |                        |    |  |                      |                   |
|  | 7 septembre 2015     | 7 septembre 2015 |                      |                   | 8 septembre 2015       | 8 septembre 2015       |    |  | 10 septembre 2015    | 10 septembre 2015 |
|  | 7 septembre 2015     | 7 septembre 2015 |                      |                   | 8 septembre 2015       | 8 septembre 2015       |    |  | 10 septembre 2015    | 10 septembre 2015 |
|  | Füchse Berlin        | 27               |                      |                   | 8 septembre 2015       | 8 septembre 2015       |    |  | 10 septembre 2015    | 10 septembre 2015 |
|  | Füchse Berlin        | 27               |                      |                   | 8 septembre 2015       | 8 septembre 2015       |    |  | 10 septembre 2015    | 10 septembre 2015 |
|  | Club africain        | 24               |                      |                   | 8 septembre 2015       | 8 septembre 2015       |    |  | 10 septembre 2015    | 10 septembre 2015 |
|  | Club africain        | 24               | Füchse Berlin        | 26                |                        |                        |    |  | 10 septembre 2015    | 10 septembre 2015 |
|  | 7 septembre 2015     |                  | Füchse Berlin        | 26                |                        |                        |    |  | 10 septembre 2015    | 10 septembre 2015 |
|  |                      | FC Barcelone     | 25                   |                   |                        |                        |    |  | 10 septembre 2015    | 10 septembre 2015 |
|  | FC Barcelone         | FC Barcelone     | 25                   | 20                |                        |                        |    |  | 10 septembre 2015    | 10 septembre 2015 |
|  | FC Barcelone         |                  |                      | 20                |                        |                        |    |  | 10 septembre 2015    | 10 septembre 2015 |
|  | Al Ahly SC           | 16               |                      |                   |                        |                        |    |  | 10 septembre 2015    | 10 septembre 2015 |
|  | Al Ahly SC           | 16               | Füchse Berlin        | 28                |                        |                        |    |  |                      |                   |
|  | 7 septembre 2015     |                  | Füchse Berlin        | 28                |                        |                        |    |  |                      |                   |
|  |                      | Veszprém KSE     | 27                   |                   |                        |                        |    |  |                      |                   |
|  | Al-Sadd              | Veszprém KSE     | 27                   | 20                |                        |                        |    |  |                      |                   |
|  | Al-Sadd              | 8 septembre 2015 |                      | 20                |                        |                        |    |  |                      |                   |
|  | Université de Sydney | 21               |                      |                   |                        |                        |    |  |                      |                   |
|  | Université de Sydney | 21               | Université de Sydney | 17                |                        |                        |    |  |                      |                   |
|  | 7 septembre 2015     | 7 septembre 2015 | Université de Sydney | 17                | Match pour la 3e place | Match pour la 3e place |    |  |                      |                   |
|  | 7 septembre 2015     | 7 septembre 2015 |                      | Veszprém KSE      | Match pour la 3e place | Match pour la 3e place | 29 |  |                      |                   |
|  | Veszprém KSE         | 27               | 10 septembre 2015    | 10 septembre 2015 |                        |                        | 29 |  |                      |                   |
|  | Veszprém KSE         | 27               | 10 septembre 2015    | 10 septembre 2015 |                        |                        |    |  |                      |                   |
|  | HC Taubaté           | 24               |                      | FC Barcelone      | 30                     |                        |    |  |                      |                   |
|  | HC Taubaté           | 24               |                      | FC Barcelone      | 30                     |                        |    |  |                      |                   |
|  |                      |                  |                      |                   |                        |                        |    |  | Université de Sydney | 20                |
|  |                      |                  |                      |                   |                        |                        |    |  | Université de Sydney | 20                |

## Matchs de classement
|  | Demi-finales de classement | Demi-finales de classement |                        |    | Match pour la 5e place | Match pour la 5e place |
|  | Demi-finales de classement | Demi-finales de classement |                        |    | Match pour la 5e place | Match pour la 5e place |
|  |                            |                            |                        |    |                        |                        |
|  | 8 septembre 2015           | 8 septembre 2015           |                        |    | 10 septembre 2015      | 10 septembre 2015      |
|  | 8 septembre 2015           | 8 septembre 2015           |                        |    | 10 septembre 2015      | 10 septembre 2015      |
|  | Club africain              | 17                         |                        |    | 10 septembre 2015      | 10 septembre 2015      |
|  | Club africain              | 17                         |                        |    | 10 septembre 2015      | 10 septembre 2015      |
|  | Al Ahly SC                 | 20                         |                        |    | 10 septembre 2015      | 10 septembre 2015      |
|  | Al Ahly SC                 | 20                         | Al Ahly SC             | 28 |                        |                        |
|  | 8 septembre 2015           |                            | Al Ahly SC             | 28 |                        |                        |
|  |                            | HC Taubaté                 | 24                     |    |                        |                        |
|  | Al-Sadd                    | HC Taubaté                 | 24                     | 24 |                        |                        |
|  | Al-Sadd                    |                            |                        | 24 |                        |                        |
|  | HC Taubaté                 | 32                         |                        |    |                        |                        |
|  | HC Taubaté                 | 32                         | Match pour la 7e place |    |                        |                        |
|  |                            |                            |                        |    |                        |                        |
|  | 10 septembre 2015          |                            |                        |    |                        |                        |
|  |                            |                            |                        |    |                        |                        |
|  | Club africain              | 26                         |                        |    |                        |                        |
|  | Club africain              | 26                         |                        |    |                        |                        |
|  | Al-Sadd                    | 20                         |                        |    |                        |                        |
|  | Al-Sadd                    | 20                         |                        |    |                        |                        |

## Classement final
| Rang | Club                   | Pays      | Fédération |
| ---- | ---------------------- | --------- | ---------- |
| 1    | Füchse Berlin          | Allemagne | EHF        |
| 2    | Veszprém KSE           | Hongrie   | EHF        |
| 3    | FC Barcelone           | Espagne   | EHF        |
| 4    | Université de Sydney   | Australie | OCHF       |
| 5    | Al Ahly SC             | Égypte    | CAHB       |
| 6    | Handebol Clube Taubaté | Brésil    | PATHF      |
| 7    | Club africain          | Tunisie   | CAHB       |
| 8    | Al-Sadd                | Qatar     | AHF        |